# Muhsin Hendricks
Muhsin Hendricks (Fokváros, 1967 június – Bethelsdorp, 2025. február 15.) dél-afrikai imám, iszlám tudós és LMBTQ-jogvédő aktivista.

## Életpályája
Részt vett különböző LMBTQ érdekvédelmi csoportokban, és az LMBTQ személyek nagyobb elfogadását szorgalmazta az iszlámon belül. A világ első nyíltan meleg imámjaként tartják számon, miután 1996-ban coming outolt. Hendricks 2025 februárjában gyűlölet-bűncselekmény áldozata lett a dél-afrikai  Bethelsdorpban, lőtt sebek következtében életét vesztette.